# Sammy Miller
Samuel Hamilton Miller MBE, més conegut com a Sammy Miller   (Belfast, 11 de novembre de 1933), és un històric motociclista nord-irlandès. És recordat com un dels millors pilots de trial de tots els temps, havent-ne guanyat el campionat britànic 11 anys seguits (de 1959 a 1969), el Campionat d'Europa dos anys (1968 i 1970) i els Sis Dies d'Escòcia de Trial cinc anys (1962, 64, 65, 67 i 68). Pilot polifacètic, practicà també amb èxit altres disciplines, entre les quals el motociclisme de velocitat, el motocròs i l'enduro.
Miller va destacar també com a desenvolupador de motocicletes i durant la seva carrera va participar en la creació de models famosos, com ara l'Ariel HT5 GOV 132, la Bultaco Sherpa T i l'Honda TL, havent fet també d'assessor durant el desenvolupament de la SWM Guanaco.
El 2009 li fou atorgada la medalla MBE (Member British Empire) pels seus serveis al patrimoni motociclista. El 2014 va ser nomenat FIM Legend.

## Resum biogràfic
Fill de l'amo d'un negoci d'electrodomèstics que participava en curses de motociclisme i d'automobilisme, Sammy va assistir d'espectador al Gran Premi de l'Ulster quan era un nen i hi va animar els grans corredors irlandesos de l'època, com ara Stanley Woods, Artie Bell, Ernie Lyons i els germans Cromie i Rex McCandless. De petit, col·leccionava records de les curses amb retalls d'articles i fotos dels seus herois.
A 15 anys es va treure el carnet de conduir i es va comprar una Francis-Barnett de 1929 per l'equivalent de 20$, però en no tenir el permís de la seva mare hagué de convèncer la seva tia (que vivia a cinc quilòmetres) que li deixés guardar la moto al seu garatge. Per això, cada cop que volia conduir havia d'agafar abans el tramvia per anar a ca la seva tia.

### Velocitat
Quan va fer 18 anys es va estrenar en competició en una cursa de Grass Track, amb una New Imperial de 150 cc. El circuit estava molt enfangat, però Miller se'n va sortir prou bé. Des d'aleshores es va convertir en habitual de les curses de velocitat i el 1954 va guanyar la seva primera prova, la Cookstown 100, sobre una AJS 7R. Al cap de poc, va aconseguir patrocinador per a pilotar una NSU Sportmax 250 i va poder disputar el Campionat del Món, aconseguint-hi gran nombre de podis tant en 125cc com en 250cc. D'aquella època en destaca el seu tercer lloc final al Campionat del Món de 250cc de 1957.

### Trial
De sobte, Miller va deixar les curses de carretera, en considerar que els equips amb què corria no li proporcionaven les millors muntures. Va ser durant aquesta etapa de frustració que va començar a pilotar pel camp la seva moto de trial, per tal de relaxar-se. El 1958 es va concentrar en aquest esport, esdevenint pilot oficial d'Ariel i començant així un llarg regnat que li va donar 11 campionats britànics consecutius, dos títols europeus i 5 SSDT (Scottish Six Days Trial, Sis Dies d'Escòcia de Trial).

#### Ariel
Sammy Miller va córrer una llarga temporada per a Ariel, alternant el trial amb el Tourist Trophy de i l'illa de Man, i és especialment recordat per haver ajudat a desenvolupar l'Ariel HT5 500 cc de trial, partint d'un exemplar de sèrie i alleugerint-lo considerablement. Els seus èxits pilotant-la van fer molt famosa aquesta moto, abans de la irrupció de les marques catalanes. La blanca HT5 de Miller era coneguda arreu per la seva matrícula britànica, GOV 132.

#### Bultaco

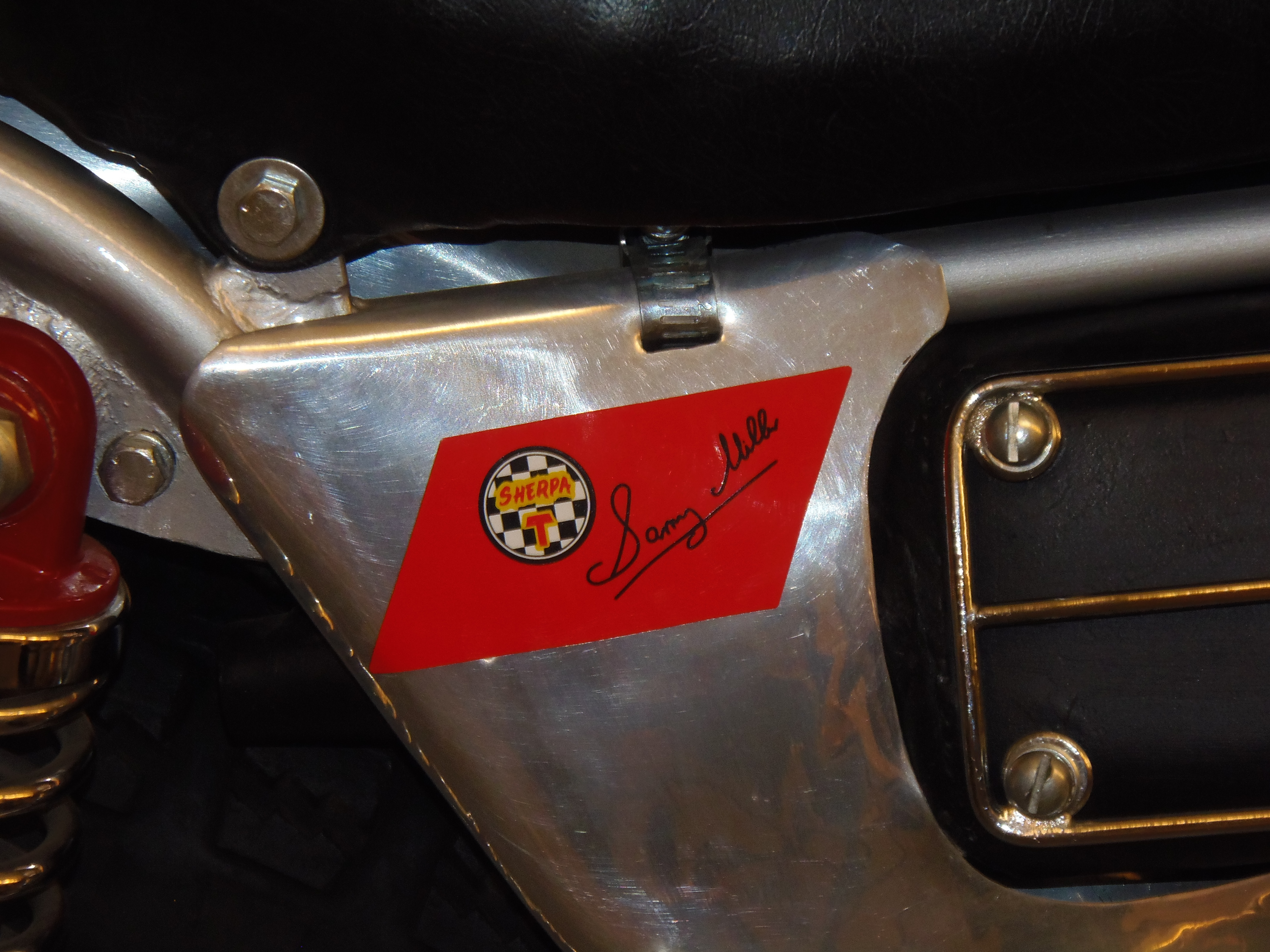
Signatura de Sammy Miller en una Sherpa T de 1965

Quan Ariel va ser absorbida per BSA, el 1964, Miller va començar a col·laborar amb la catalana Bultaco arran de l'interès per entrar en aquesta especialitat del seu propietari, Francesc Xavier Bultó. L'irlandès va esdevenir el principal desenvolupador de les seves modernes motos de dos temps, creant la mítica Sherpa T. Es diu que aquesta moto fou enllestida en 12 dies, adonant-se Miller del seu èxit quan va poder superar a zero amb la Sherpa una zona que mai no havia aconseguit fer amb l'Ariel.
El seu pas d'Ariel a Bultaco es produí durant els SSDT de 1965: Dissabte va pilotar l'Ariel i va guanyar; l'endemà va pilotar la Bultaco i va tornar a guanyar. A partir d'aleshores ja res no tornaria a ser com abans al món del trial. Les feixugues màquines britàniques amb motor de quatre temps que havien dominat l'especialitat fins aleshores van ser ràpidament arraconades en favor de les noves motos catalanes (a banda de Bultaco, aviat s'hi afegirien Montesa i OSSA) equipades amb un nerviós motor de dos temps i amb una lleugeresa que les feia molt superiors. El trial va guanyar en espectacularitat, ja que les noves motos permetien encarar zones molt més difícils, i aviat va esdevenir un esport molt popular arreu del món. De fet, la revolució fou tan important que actualment als SSDT hi ha una prova Pre-65 reservada a motocicletes anteriors a aquell any.

#### Honda
Després d'haver estat triomfant amb Bultaco fins a començaments de la dècada de 1970, a partir de 1974 Miller va treballar per a Honda, ajudant aquesta empresa a desenvolupar la seva moto de trial amb motor de quatre temps, que anys a venir dominaria l'especialitat. El primer model es va presentar aquell mateix any 1974. Durant anys, Miller va dirigir l'equip oficial de la marca japonesa al Regne Unit, per al qual va fitxar pilots de renom com ara Nick Jefferies i Rob Shepherd. A partir de 1982, el belga Eddy Lejeune va guanyar tres campionats del món pilotant l'Honda RTL, essent el primer a aconseguir el títol amb motor de quatre temps. Uns anys després, Honda acabaria absorbint Montesa i les famoses Cota de dos temps acabarien equipant el motor japonès desenvolupat inicialment per Sammy Miller.

#### SWM
Cap a finals de 1977, un cop acabada la seva col·laboració amb Honda, Miller assessorà SWM durant el desenvolupament del seu model de trial, la Guanaco, que es posà en producció a començaments de 1978. Aquesta empresa italiana, triomfant aleshores en competicions d'enduro i disposant també d'una bona motocicleta de motocròs, tenia la intenció d'entrar amb força en el mercat del trial i havia començat a treballar-hi a mitjan 1977, amb el pilot italià Giovanni Tosco. Aleshores contactaren amb Sammy Miller per tal d'aprofitar els seus coneixements i experiència.
De cara a la temporada de 1978, SWM bastí un competitiu equip oficial amb Charles Coutard i John Reynolds com a pilots principals, i aviat la nova Guanaco resultà prou efectiva. Equipada amb un motor austríac Rotax de dos temps i 320cc, la moto era força lleugera i aportava una estètica molt bella, combinant els colors vermell i blanc. Tres anys després, el 1981, SWM guanyava el seu únic campionat mundial amb el francès Gilles Burgat.

## Retirada

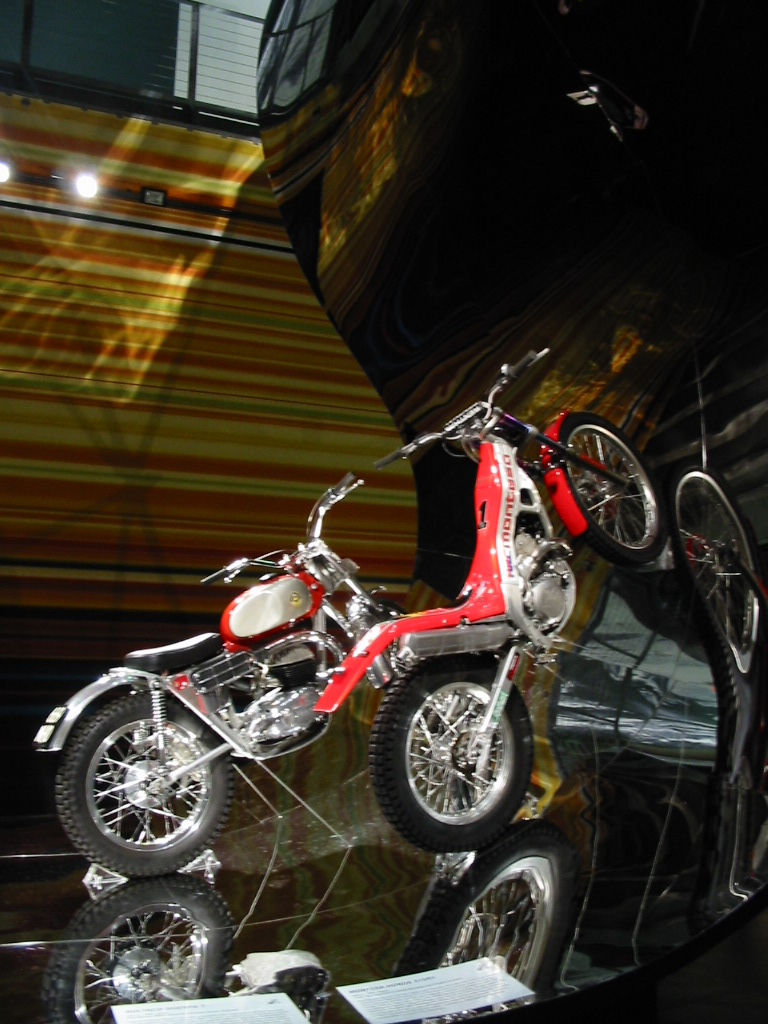
La Sherpa T de Sammy Miller a l'exposició The Art of the Motorcycle

Quan va abandonar la competició, es va dedicar amb èxit als negocis al Regne Unit, entre d'altres a la venda de peces i accessoris de motocicletes, des de l'establiment que havia fundat el 1964 a New Milton, Hampshire (al sud d'Anglaterra). L'any 2007 va vendre aquest negoci amb el nom de Sammy Miller Products.

### Museu
Més tard va fundar amb la seva dona, Rosemary, el Sammy Miller Motorcycle Museum a New Milton per tal de promoure i preservar la història de la motocicleta de competició. De fet, l'origen del museu és el seu negoci d'accessoris, ja que un bon dia va posar algunes de les seves motocicletes de curses antigues a la cantonada com a reclam publicitari, amb tant d'èxit que al cap de poc va pensar a crear aquest museu.
El museu compta amb una de les millors col·leccions de motocicletes restaurades d'Europa, incloent-hi motos de competició oficials de fàbrica i prototipus exòtics, a més d'objectes que abasten set dècades de motociclisme. S'hi exhibeixen més de 300 motos rares i de col·leccionista, entre elles la mítica Ariel GOV 132. De fet és un museu vivent, ja que Miller ha portat algunes d'aquestes motocicletes a fer demostracions per diferents circuits arreu d'Europa, EUA i Nova Zelanda. Alguns dels seus exemplars varen formar part de l'exposició de motos al Museu Guggenheim (Nova York) sota el títol The Art of the Motorcycle.

## Balanç de la seva carrera
Miller és molt recordat per la seva versatilitat única i un estil de conducció impecable en tota mena de motocicletes de competició. Ha estat considerat per molts com el millor pilot de trial de tots els temps. Es diu que el seu estil era cerebral i precís, en contrast amb el més esportiu i cridaner d'alguns altres campions. Es calcula en més de 1.400 el total de proves que ha guanyat durant la seva llarga carrera esportiva, que abasta un període extraordinari de més de 50 anys. Durant els darrers anys, va competir en proves reservades a motos clàssiques amb força èxit.
La seva influència va ser molt gran, arribant també als EUA, on va anar als anys 70 formant part d'unes gires organitzades per Bultaco per tal de popularitzar el trial en aquell país. L'irlandès va ensenyar l'art del pilotatge a centenars de pilots nord-americans. Pocs anys després, pilots com ara Marland Whaley o el campió del món Bernie Schreiber en recollirien els fruits.
Actualment, Miller és directiu de la National Association for Bikers with a Disability (associació britànica per a motoristes amb discapacitat),

## Palmarès
Font:

### Trial
Competint en trial, Miller obtingué molts altres èxits a banda dels aquí reflectits, entre els quals:
- 13 vegades consecutives guanyador de la Hurst Cup.
- 18 vegades consecutives guanyador del Walter Rusk Trial.
- 5 victòries al British Experts Trial.
- 5 victòries al Bemrose Trophy Trial.
- Guanyador de més de 1.482 proves.
- Patrocinador del British Classic Trial Championship.

| Any             | Motocicleta     | Campionat d'Europa | Campionat britànic | SSDT | Scott Trial | Altres       | Títols |    |
| --------------- | --------------- | ------------------ | ------------------ | ---- | ----------- | ------------ | ------ | -- |
| 1955            | Ariel           | -                  | -                  | ?    |             | C. d'Irlanda | 1      |    |
| 1956            | Ariel           | -                  | -                  | ?    |             | C. d'Irlanda | 1      |    |
| 1957            | Ariel           | -                  | ?                  | ?    |             | C. d'Irlanda | 1      |    |
| 1958            | Ariel           | -                  | 2n                 | 2n   | 1r          |              | -      |    |
| 1959            | Ariel           | -                  | 1r                 | 3r   |             |              | 1      |    |
| 1960            | Ariel           | -                  | 1r                 | ?    |             |              | 1      |    |
| 1961            | Ariel           | -                  | 1r                 | 2n   |             |              | 1      |    |
| 1962            | Ariel           | -                  | 1r                 | 1r   | 1r          |              | 1      |    |
| 1963            | Ariel           | -                  | 1r                 | ?    | 1r          |              | 1      |    |
| 1964            | Ariel           | -                  | 1r                 | 1r   |             |              | 1      |    |
| 1965            | Bultaco         | -                  | 1r                 | 1r   |             |              | 1      |    |
| 1966            | Bultaco         | 3r                 | 1r                 | 2n   |             |              | 1      |    |
| 1967            | Bultaco         | -                  | 1r                 | 1r   | 1r          |              | 1      |    |
| 1968            | Bultaco         | 1r                 | 1r                 | 1r   | 1r          |              | 2      |    |
| 1969            | Bultaco         | 3r                 | 1r                 | 3r   | 1r          |              | 1      |    |
| 1970            | Bultaco         | 1r                 | 2n                 | 3r   | 1r          |              | 1      |    |
| 1971            | Bultaco         | 27è                | -                  | ?    |             |              | -      |    |
| Total victòries | Total victòries |                    |                    | 5    | 7           |              | 12     | 12 |
| Total títols    | Total títols    | 2                  | 11                 |      |             | 3            | 16     |    |

Notes
1. ↑  Al total de títols s'hi compten tots els campionats estatals o internacionals guanyats
2. ↑  Fins al 1967 el campionat s'anomenà "Challenge Henry Groutards" i a partir de 1968 va passar a anomenar-se Campionat d'Europa
3. ↑  Al total de victòries s'hi compten totes les aconseguides als SSDT i al Scott Trial

### Altres especialitats
- 9 medalles d'or als Sis Dies Internacionals d'Enduro.
- Campió d'Irlanda de Motocròs.
- Campió d'Irlanda de Sand Racing (velocitat en pista de sorra).
- Guanyador de la majoria de curses irlandeses, incloent la North West 200 i la Leinster 200 tres anys seguits.
- Tercer al Campionat del Món de Velocitat de 250 cc amb Mondial el 1957.